# Wańkowa (gromada)
Wańkowa – dawna gromada, czyli najmniejsza jednostka podziału terytorialnego Polskiej Rzeczypospolitej Ludowej w latach 1954–1972.
Gromady, z gromadzkimi radami narodowymi (GRN) jako organami władzy najniższego stopnia na wsi, funkcjonowały od reformy reorganizującej administrację wiejską przeprowadzonej jesienią 1954 do momentu ich zniesienia z dniem 1 stycznia 1973, tym samym wypierając organizację gminną w latach 1954–1972.
Gromadę Wańkowa z siedzibą GRN w Wańkowej utworzono – jako jedną z 8759 gromad na obszarze Polski – w powiecie ustrzyckim w woj. rzeszowskim na mocy uchwały nr 35/54 WRN w Rzeszowie z dnia 5 października 1954. W skład jednostki weszły obszary dotychczasowych gromad Wańkowa (bez osiedla Kopalnictwa Naftowego), Brelików, Leszczowate, Paczowa i Serednica ze zniesionej gminy Ropienka w tymże powiecie. Dla gromady ustalono 10 członków gromadzkiej rady narodowej.
W 1971 roku gromada Wańkowa liczyła 541 mieszkańców, zamieszkujących miejscowości: Brelików (128), Leszczowate (55), Paszowa (122), Serednica (39) i Wańkowa (197).
1 listopada 1972, w związku ze zniesieniem powiatu ustrzyckiego, gromada weszła w skład nowo utworzonego powiatu bieszczadzkiego w tymże województwie.
Gromada przetrwała do końca 1972 roku, czyli do kolejnej reformy gminnej.